# 馬沃斯谷
馬沃斯谷（Mawrth Vallis）位於火星克里斯平原東方，位於22.36°N, 343.5°E，全長約636公里 。約低於火星大地水準面約2公里。這是一個古代的溢出河道，並且發現大量含有淺色黏土礦物的岩石。名字由來於威爾斯語的火星。

## 地理
馬沃斯谷是火星上年代最老的數個谷地。該谷地形成後不久就被沉積岩覆蓋，之後部分由於地質作用而暴露出來。

## 水的證據
馬沃斯谷是科學家相當有興趣的區域，因為在這個區域發現了只有水存在才能形成的層狀矽酸鹽（黏土）。最早從歐洲太空總署的火星快車號上的光學與紅外礦物光譜儀（OMEGA）資料中確定。之後火星偵察軌道器的火星專用小型偵察影像頻譜儀（CRISM）確定了富含鋁和鐵的黏土礦物；並且有各自獨特的分布。火星偵查軌道器發現在該地區中的黏土礦物有蒙脫石、高嶺石和綠脫石。
因為有些黏土礦物鬆散分布在高地和低地，該地區黏土礦物可能是因為火山灰沉積在開放水域而形成。在地球上，這類黏土礦物形成在風化的火山岩和有火山活動並與水產生反應的熱水循環區域。NASA在精神號和機會號之後的火星科學實驗室火星車也把馬沃斯谷列為候選登陸地點。在地球上黏土礦物是保護微生物的良好物質，因此火星上的古老生命遺跡可能會在馬沃斯谷找到。